# バッチャン
バッチャン（ベトナム語：Bát Tràng / 鉢塲?）は、ベトナムのハノイ、ザーラム県のバッチャン村で生産される陶磁器（バッチャン焼）。

## 概要
素朴な味わいが持ち味で、特に明朝時代の中国の陶磁器に影響を受けている。ハノイ市街地近郊には他にも陶器を作る産地があったが、バッチャン村は紅河のほとりにある地の利もあり、海外へも輸出された。なお、このバッチャン村の南隣にあるキムラン村では2001年からの日本のNPOと村の有志による調査により、13世紀 - 14世紀（陳朝時代）に製作された陶磁器（安南焼）が発掘されている。